# Лінкольн-Парк (Техас)
Лінкольн-Парк (англ. Lincoln Park) — місто (англ. town) в США, в окрузі Дентон штату Техас. Населення — 308 осіб (2010).

## Географія
Лінкольн-Парк розташований за координатами 33°13′31″ пн. ш. 96°58′21″ зх. д. / 33.22528° пн. ш. 96.97250° зх. д. (33.225279, -96.972630).  За даними Бюро перепису населення США в 2010 році місто мало площу 0,43 км², з яких 0,42 км² — суходіл та 0,01 км² — водойми.

## Демографія
Згідно з переписом 2010 року, у місті мешкало 308 осіб у 137 домогосподарствах у складі 80 родин. Густота населення становила 720 осіб/км².  Було 143 помешкання (334/км²).
Расовий склад населення:
| - 88,6 % — білих - 2,3 % — корінних американців - 1,0 % — чорних або афроамериканців - 0,3 % — азіатів - 6,2 % — осіб інших рас |

До двох чи більше рас належало 1,6 %. Частка іспаномовних становила 12,7 % від усіх жителів.
За віковим діапазоном населення розподілялося таким чином: 22,1 % — особи молодші 18 років, 66,9 % — особи у віці 18—64 років, 11,0 % — особи у віці 65 років та старші. Медіана віку мешканця становила 39,4 року. На 100 осіб жіночої статі у місті припадало 87,8 чоловіків;  на 100 жінок у віці від 18 років та старших — 83,2 чоловіків також старших 18 років.
Середній дохід на одне домашнє господарство  становив 46 721 долар США (медіана — 41 250), а середній дохід на одну сім'ю — 50 197 доларів (медіана — 38 125). За межею бідності перебувало 10,1 % осіб, у тому числі 29,3 % дітей у віці до 18 років та 0,0 % осіб у віці 65 років та старших.
Цивільне працевлаштоване населення становило 146 осіб. Основні галузі зайнятості: освіта, охорона здоров'я та соціальна допомога — 23,3 %, мистецтво, розваги та відпочинок — 20,5 %, будівництво — 18,5 %.